# Рейхсбюргери (рух)
Рейхсбю́ргери або райхсбюргери (нім. Reichsbürger, громадяни Рейху) — збірний термін для організаційно та ідеологічно дуже неоднорідного руху, що складається здебільшого з окремих осіб, рідше — сектанських невеликих і дуже невеликих груп, які заперечують існування Федеративної Республіки Німеччина як законної та суверенної держави, і відкидають її правову систему. Ідеології, які представляють так звані громадяни Рейху, часто включають неприйняття демократії, ідеологічні елементи монархізму, правий екстремізм, історичний ревізіонізм і, в деяких випадках антисемітизм, езотеризм або правий езотеризм або заперечення голокосту. Вони поділяють позицію неприйняття відкритого та плюралістичного суспільства, відмовляються сплачувати податки та штрафи чи виконувати судові накази та адміністративні рішення, серед іншого.
«Класичні» громадяни Рейху посилаються на той факт, що, на їхню думку, німецький Рейх продовжує існувати замість ФРН, відповідно до їхньої ідеології або в межах Німецької імперії, або в межах кордонів 1937 року. Це організовано як «тимчасовий уряд Рейху» (KRR) або подібний, на повноваження якого претендують часто конкуруючі групи. На сцену також виведені так звані самоадміністратори, які все частіше з'являються в 2010-х роках, які стверджують, що можуть вийти з Федеративної Республіки та її законодавства шляхом односторонніх декларацій. Однак вони не обов'язково стосуються німецького Рейху.
Органи внутрішніх справ ФРН називають весь рух «громадянами Рейху та самоврядування». Самоназви, наприклад, «Reichsbürger», «Reichsregierung», «Selbstverwalter» або «Фізичні особи»; Зовнішні позначення — рух «Reichsbürger» або прихильники «ідеології Рейху» або ідеологи Рейху.
Рух «Reichsbürger» з'явився у 1980-х роках і став помітнішим з 2010 року, а окремі актори також демонструють жорстоку войовничість з 2013 року. Федеральне відомство ФРН з охорони конституції (BfV) призначило понад 20 000 осіб до спектра. З них близько 1000 осіб вважаються правими екстремістами (станом на 15 червня 2021 року). BfV, державні органи захисту конституції та Федеральна кримінальна поліція підрахували в 2018 році, що з 2015 до середини 2017 року «громадянами Рейху» було вчинено понад 10 500 кримінальних злочинів.
Члени руху підозрюються в організації державного перевороту в ФРН наприкінці 2022 року.